# Sportivo San Salvador
El Club Sportivo San Salvador es una institución deportiva fundada el 19 de marzo de 1946 en San Salvador (Entre Ríos), Argentina. En sus comienzos se dedicó a la práctica de fútbol pero en la década del '50 comenzaron las prácticas de basquetbol dirigidas por Raul Barsi. Así el club encontraría en ese deporte un desarrollo que lo llevaría a lo más alto de la escena nacional deportiva.

## Historia del básquet en Sportivo
- En 1952 comienza a praticarse el basquetbol femenino y masculino en el club de la mano de Raúl Barsi y Tito Gerard.
- En 1955 Sportivo gana el Torneo Departamental de Colón y accede por primera vez al Campeanato entrerriano de clubes.
- En 1960 el club obtiene la afiliación directa a la Federación Entrerriana de Basquetbol que suprime en 1964 y renueva en 1973.
- En 1977 logra el titutlo de Campeón, por primera vez en su historia, del Campeonato de Selecciones de Basquetbol. El año siguiente obtendría el Campeonato Provincial de Clubes.
- En 1984 accede, por promoción, a la Liga Nacional B de Basquetbol (creada ese mismo año), en donde se mantendría hasta 1989 y volvería por una temporada más en 1992.
- Después de varios años disputando la "Liguilla Provincial de Basquetbol de Entre Ríos", Sportivo San Salvador volvió a la Liga Nacional "B", de la mano de Azul Román, el 21 de junio de 2009
- El 1 de abril de 2012 el club finaliza último en la División Entre Ríos del Torneo Federal de Básquetbol (ex Liga B) y desciende de categoría.
- En 2018, Sportivo vuelve a acceder a las Finales de la Liga provincial de Basquetbol entrerriana en busca del ascenso, pero es derrotado, en un quinto juego, por el Club Social y Deportivo San José.

## Último Título conseguido
- 2009 Campeón Liga Provincial de Basquetbol de Entre Ríos (Federativo C)